# Joseph-Smith-Geburtsdenkmal

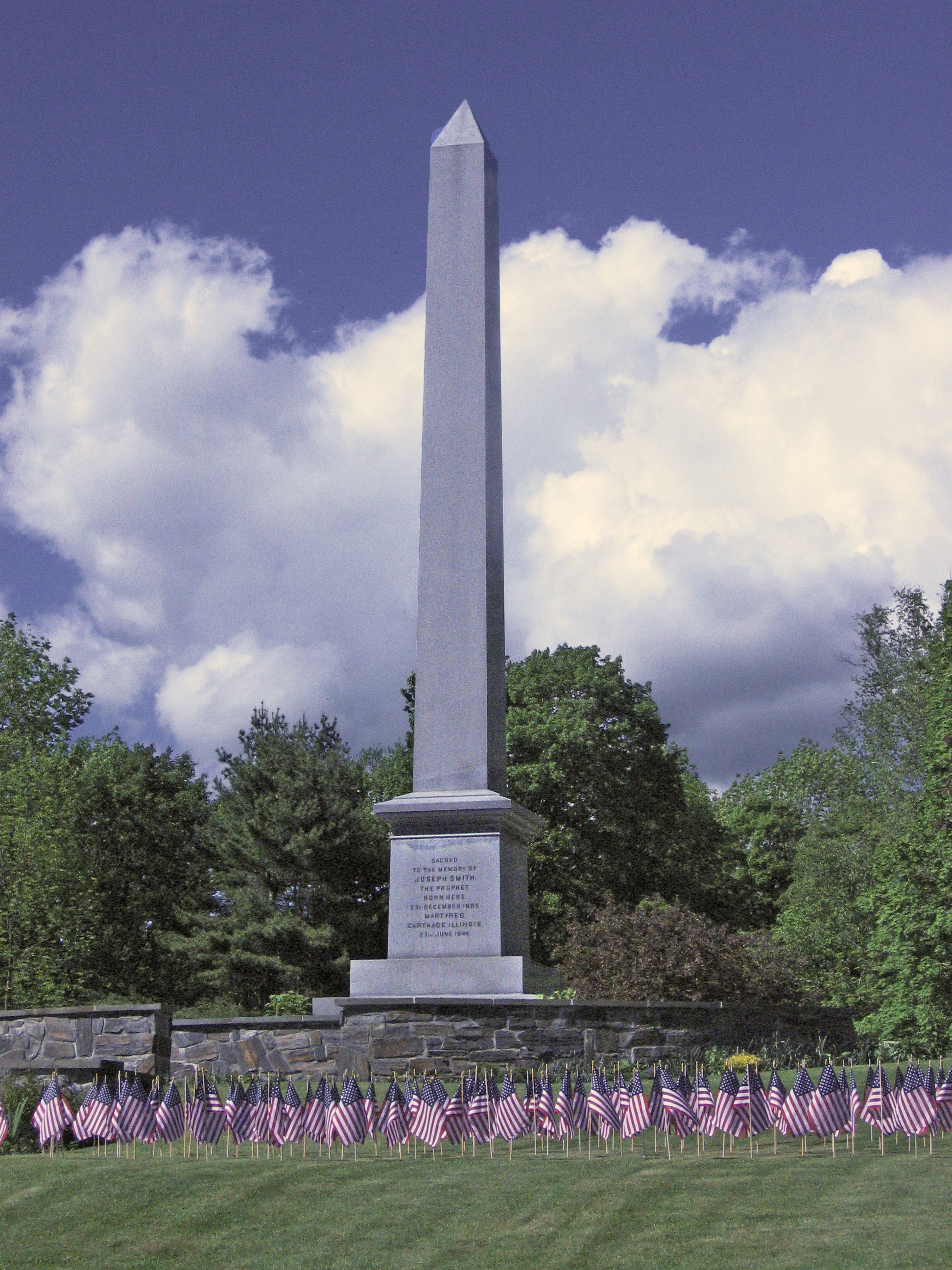
Der Obelisk im Mai 2009

Das Joseph-Smith-Geburtsdenkmal ist ein Granitobelisk, der sich über das Tal des White River in der Nähe von Sharon, Vermont erhebt. Es markiert den Ort, an dem Joseph Smith, Gründer der Kirche Jesu Christi der Heiligen der Letzten Tage (Mormonen), am 23. Dezember 1805 geboren wurde. Die Mormonen ließen das Denkmal erbauen und verwalten den Ort als historische und touristische Sehenswürdigkeit.

## Geschichte
Im Jahr 1884 besuchte Junius F. Wells, einer der damaligen Kirchenführer, den Geburtsort von Joseph Smith und entwickelte einen Plan, dort ein Denkmal zu errichten. Unter der Führung des Präsidenten der Kirche, Joseph F. Smith, überwachte Wells den Bau des Denkmals und eines Cottages im Jahr 1905. Das Geburtsdenkmal wurde am 23. Dezember 1905, dem 100. Geburtstag Joseph Smiths, durch seinen Nachfolger Joseph F. Smith eingeweiht.
Wells berichtete im Jahre 1907, dass bereits zu dieser Zeit sieben- bis achttausend Menschen jährlich das Denkmal besucht hatten.

## Beschreibung

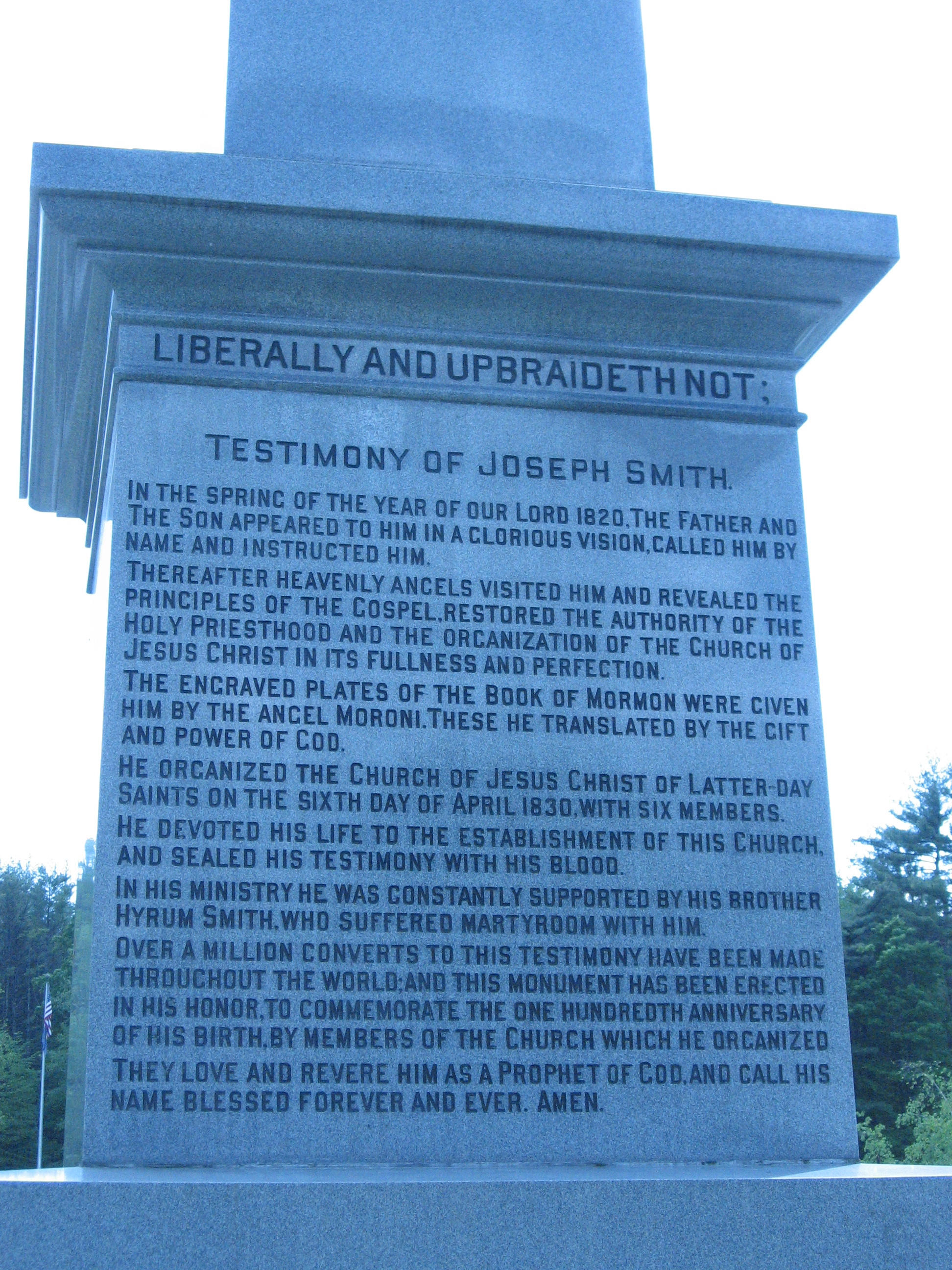
Der Text auf dem Schaft des Obelisken

Das Denkmal ist 50 Fuß (15 Meter) hoch und 91 Tonnen schwer. Der Schaft des Obelisken ist 36 Tonnen schwer und 38,5 Fuß (11,7 Meter) lang, ein Fuß für jedes Jahr im Leben von Joseph Smith. Der Obelisk besteht aus Granit, der in der Nähe des Ortes Barre abgebaut wurde. Er wurde als „Meisterwerk der Ingenieurkunst“ und als einer der „größten polierten Schäfte der Welt“ beschrieben.
Auf dem Grundstück befinden sich ein Besucherzentrum und ein Gemeindehaus, der Eintritt ist frei.

### Englisch
- Gerry Avant: Memorializing Prophet who was born here. In: Deseret News, 31. Dezember 2005, S. Z08.
- Keith A. Erekson, The Joseph Smith Memorial Monument and Royalton’s “Mormon Affair”: Religion, Community, Memory, and Politics in Progressive Vermont. In: Vermont History 73 (2005), S. 117–151.
- Susa Young Gates: Memorial Monument Dedication. In: Improvement Era, Feb. 1906.
- George Albert Smith: The duty of sustaining home industries, and home institutions—Incidents of the journey to Vermont and return—Remarkable interest and kindness manifest to President Smith and party—Providential help in overcoming obstacles in erection of monument—The finished structure a credit to the Church, and to Junius F. Wells. In: Conference Report, April 1906.
- Adam Sullivan: Vermont’s connection to the Mormon Church. WCAX-TV, 4. Dezember 2012, abgerufen am 12. Dezember 2012.
- Summer Travel Series: Joseph Smith Birthplace Memorial. In: News Release. Kirche Jesu Christi der Heiligen der Letzten Tage, 1. Juni 2011, abgerufen am 12. Dezember 2012.

### Deutsch
- Hättet ihr’s gewusst? des Liahona der Kirche Jesu Christi der Heiligen der Letzten Tage
- HUNDERTJÄHRLICHE GEDENKFEIERN der Enzyklopädie des Mormonismus
- WELLS, JUNIUS F. der Enzyklopädie des Mormonismus